# Zimtbauch-Rußmeise
Die Zimtbauch-Rußmeise (Melaniparus pallidiventris, Syn.: Parus pallidiventris) ist eine Vogelart aus der Familie der Meisen (Paridae).
Die Art wurde wie viele andere Meisenarten im Jahre 2013 von der Gattung Parus in die Gattung Melaniparus verschoben.
Die Zimtbauch-Rußmeise wurde als konspezifisch mit der Rostbauch-Rußmeise (Melaniparus rufiventris) angesehen und als Melaniparus rufiventris pallidiventris bezeichnet, so nach „Birds of the World“ und „eBird.org“.
Der Vogel kommt in Afrika in Malawi, Mosambik, Simbabwe und Tansania vor.
Der Lebensraum umfasst hochgewachsene, ungestörte Miombo-Savanne (Trockenwald), auch mit Mopane bewachsene Flächen, gerne mit Usnea-Bewuchs.
Der Artzusatz kommt von lateinisch pallidus ‚blass‘ und lateinisch venter, ventris ‚Bauch‘.
Diese Meise ist ein Standvogel.

## Merkmale
Die Art ist etwa 14 cm groß und wiegt 16–20 g. Der gesamte Kopf und Hals mit Nacken bis zur Oberbrust ist schwarz, Mantel und Rücken sind grau, die Flügel sind schwarz-weiß, der Schwanz ist schwarz mit schmalen weißen äußeren Rändern und weißen Spitzen.
Die Unterseite ist blass zimtfarben mit einem schwärzlich-grauen Übergang in der Brust,
die Iris ist braun, der Schnabel grau-schwärzlich, die Beine sind hellblau bis bläulich-grau.
Die Geschlechter unterscheiden sich nicht. Jungvögel sind matter und blasser gefärbt und haben etwas gelbliche Ränder der Flugfedern. Die Augen sind braun.
Die Art unterscheidet sich von der Rostbauch-Rußmeise durch etwas geringere Größe und ist deutlich blasser. Der schwärzlichere Kopf ist deutlicher abgesetzt gegen die grau-gelbbraune (nicht rotbraune) Unterseite, die Augen sind braun, nicht gelb. Von der Miomborußmeise (Melaniparus griseiventris) unterscheidet sie sich durch den durchgehend schwarzen Kopf und den weniger ausgedehnten schwarzen Brustlatz.

## Geografische Variation
Es werden folgende Unterarten anerkannt:
- M. p. pallidiventris (Reichenow, 1885), Nominatform – Tansania, Südmalawi und Nordmosambik
- M. p. stenotopicus (Clancey, 1989), – Ostsimbabwe und Westmosambik, das Schwarz der Brust deutlich abgesetzt, Flügeldecken und Steuerfedern breiter weiß berandet, Mantel, Kopf, Kehle und Brustseiten blasser grau

## Stimme
Die Lautäußerungen bestehen aus Pfeifen und Schnurren und sind denen der Rostbauch-Rußmeise (Melaniparus rufiventris) ähnlich und werden als „chweer-chweer-chweer“ oder als hochtoniges „chik-wee“ beschrieben.

## Lebensweise
Die Nahrung besteht hauptsächlich aus Insekten, die paarweise oder in kleinen Gruppen, gern in gemischten Jagdgemeinschaften in den Baumwipfeln gesucht werden.
Die Brutzeit liegt wohl zwischen September und Dezember, Bruthelfer kommen vor. Das Nest befindet sich in einer Baumhöhle in 1–2 m Höhe über dem Erdboden. Das Gelege besteht aus 3–4 weißen bis cremefarbenen, gefleckten Eiern, die von beiden Elternvögeln bebrütet werden.

## Gefährdungssituation
Der Bestand gilt als „nicht gefährdet“ (Least Concern).